# Polyporogaster geminata
Polyporogaster geminata är en mångfotingart som först beskrevs av Filippo Silvestri 1895.  Polyporogaster geminata ingår i släktet Polyporogaster och familjen trädgårdsjordkrypare.
Artens utbredningsområde är Turkmenistan. Inga underarter finns listade i Catalogue of Life.